# Before I Go to Sleep
«Before I Go to Sleep» (en español: "Antes de irme a Dormir") es un sencillo de género britpop con influencias de rock alternativo, el sencillo fue escrito por el vocalista de la banda Álvaro Charry, es el primer sencillo debut de la banda colombiana The Mills lanzada en la página de MySpace oficial el 4 de julio de 2007, la canción esta en inglés pero aun así la banda también canta en español. Es la quinta pista del álbum Babel y el primer sencillo incluida en su primer EP Don't Care What They Think, publicado en el 2007.

## Vídeo musical
El vídeo comienza mostrando un sofá vació y escenas de un jarrón cayéndose al piso, velas encendidas y la banda empezando a tocar. Otras escenas como unas canicas verdes rodando en una superficie blanca y una mujer despertando, luego el vocalista del grupo Bako, empieza a cantar en el sofá del inicio del vídeo, se muestran unas escenas de pétalos de rosa cayendo. Durante todo el vídeo se muestra cada integrante de la banda tocando en una sala enorme y con fuegos pirotécnicos, también se ven las escenas de las canicas, las rosas y las velas, y al final, el jarrón que se había roto al inicio del vídeo vuelve a su estado normal.

## Listas musicales
| Listas de la radio    | Posición en listas |
| --------------------- | ------------------ |
| Colombia Radio Charts |                    |
| Radioactiva R20CK     | 1                  |
| Radioactiva R8CK      | 1                  |